# Духова (Каменський район)
Духова́ (рос. Духовая) — селище у складі Каменського району Алтайського краю, Росія. Входить до складу Аллацької сільської ради.

## Населення
Населення — 92 особи (2010; 129 у 2002).
Національний склад (станом на 2002 рік):
- росіяни — 95 %